# Non finisce così
Non finisce così è una raccolta del cantante italiano Riccardo Fogli, pubblicata nel 1989 dall'etichetta discografica CBS.
Contiene dieci brani, tra cui l'inedito omonimo, quarto classificato al Festival di Sanremo.
Il brano Giorni cantati è interpretato insieme ai Pooh, gruppo del quale l'artista aveva fatto parte fino al 1973.

## Tracce
CD (CBS 465058 2)
1. Non finisce così – 4:29 (Laurex, Franca Evangelisti, Marco Patrignani, Claudio Cofani)
2. Se ti perdessi ancora – 4:04 (Laurex, Franca Evangelisti, Vincenzo Spampinato)
3. Dio come vorrei – 4:36
4. Le infinite vie del cuore – 3:32 (Maurizio Piccoli, Laurex)
5. Amori nascosti – 4:58 (Laurex, Vincenzo Spampinato)
6. Che notte è – 4:00 (Maurizio Piccoli, Laurex)
7. Giorni cantati – 4:05 (Maurizio Piccoli, Laurex) – (con i Pooh)
8. Voglio sognare – 3:18 (Maurizio Fabrizio, Guido Morra)
9. Come passa il tempo stasera – 3:41 (Laurex, Guido Morra)
10. Una donna così – 3:50 (Laurex, Franca Evangelisti, Vincenzo Spampinato)

Durata totale: 40:33